# Synagoga Maisela w Pradze
Synagoga Maisela w Pradze (cz. Maiselova synagoga) – zbudowana w latach 1590–1592 przez Mordechaja Maisela, przy ulicy Maisela (Maiselova 63/10). Budowniczymi synagogi byli Josef Wahl i Juda Goldsmied. W 1689 roku synagoga spłonęła. Zaraz potem ją odbudowano i odnowiono w stylu barokowym. W latach 1893–1905 synagogę ponownie przebudowano w stylu pseudogotyckim według projektu profesora Grotta.
Obecnie w bożnicy znajduje się Muzeum Żydowskie ze stałą ekspozycją poświęconą historii morawskich i czeskich Żydów od początków osadnictwa do emancypacji w XVIII wieku. Na wystawie nazwanej Dzieje Żydów w Czechach i na Morawach od początku aż po emancypację w XVIII w., skoncentrowanej się na danych historycznych i epoce renesansu, można obejrzeć m.in. srebrne przedmioty sakralne i stare dokumenty.

## Galeria

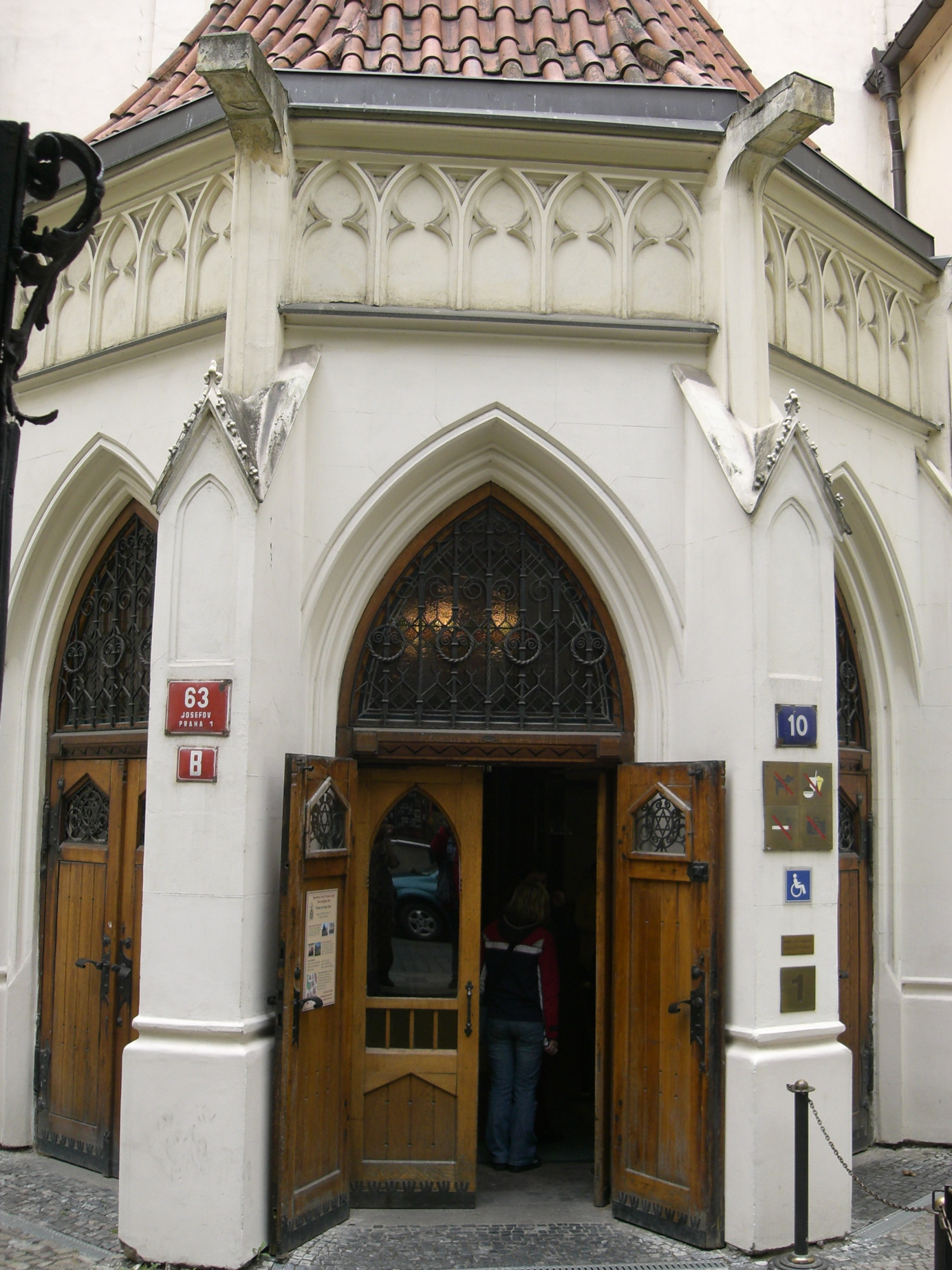
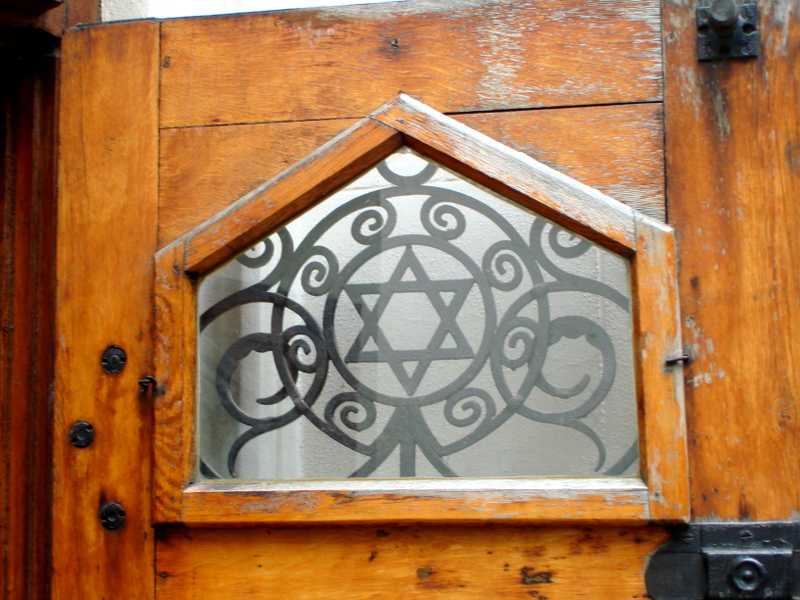
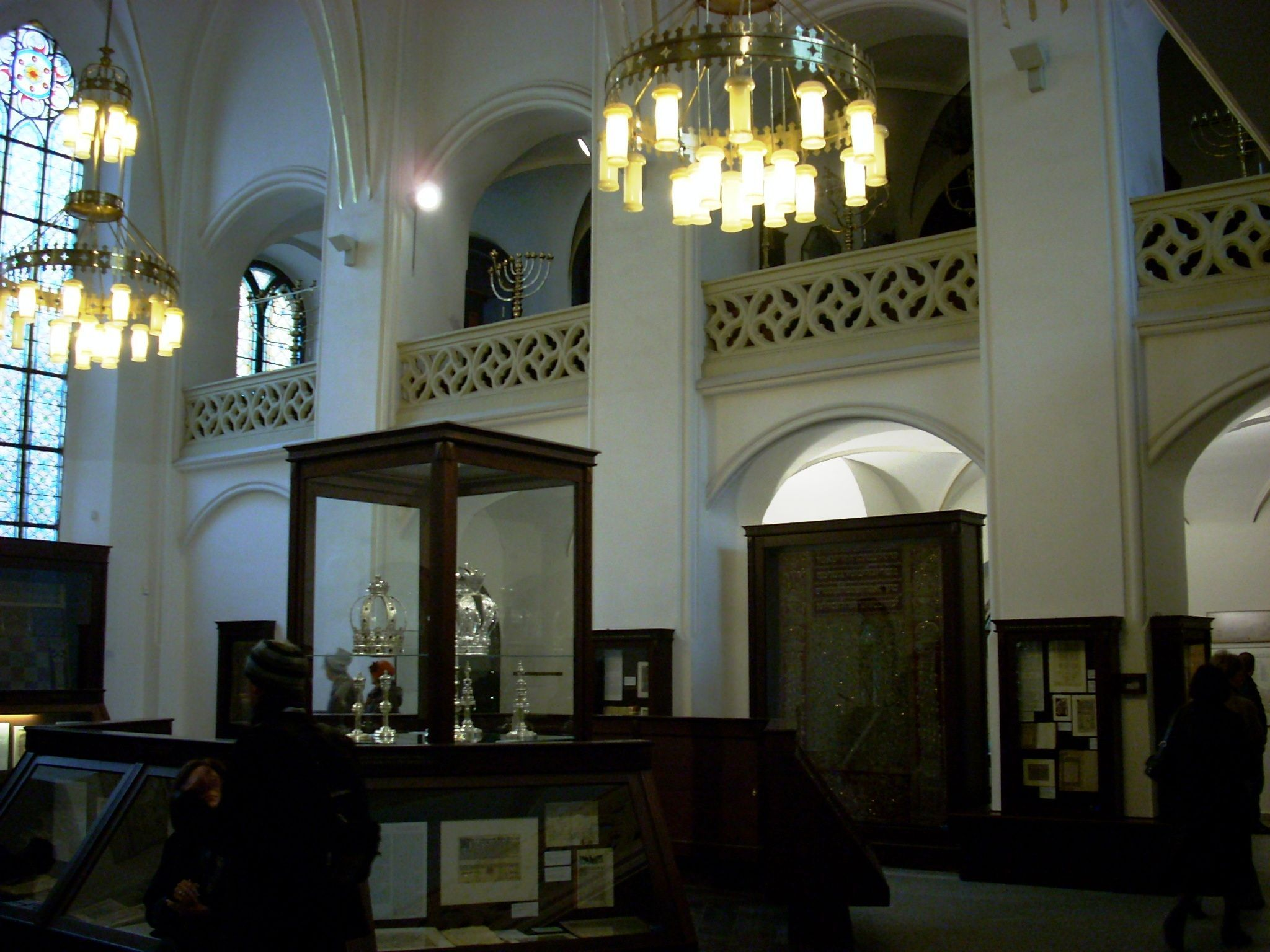
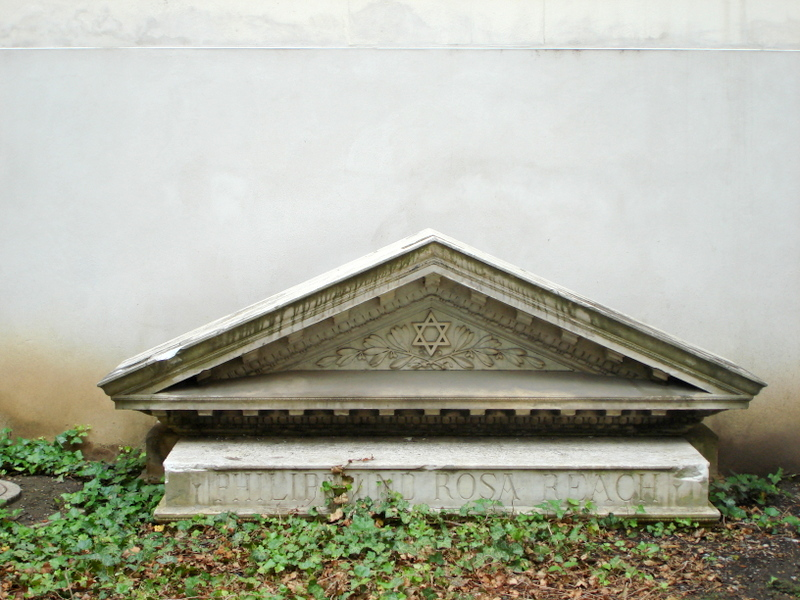